# Marek Olszewski
Marek Olszewski (ur. w 1930 w Łodzi, zm. 30 lipca 1989) – polski prawnik, profesor nauk prawnych, specjalizujący się w prawie wykroczeń i postępowaniu karnym.

## Życiorys
Okres II wojny światowej spędził w Warszawie, gdzie po przebyciu poważnej choroby stracił władzę w nogach. Do Łodzi powrócił w 1945 roku. Ukończył studia prawnicze na Uniwersytecie Łódzkim i Uniwersytecie Jagiellońskim. Od 1953 pracował na UŁ, początkowo w Katedrze Prawa Karnego, a następnie w Katedrze Postępowania Karnego. Tytuł doktora uzyskał w 1963 (temat pracy doktorskiej: Postępowanie karne w sprawach o przestępstwa przeciwko bezpieczeństwu w lotnictwie cywilnym), jedenaście lat później habilitował się pracą Ustrojowe i procesowe zasady orzecznictwa w sprawach o wykroczenia (wydaną w 1978), a w marcu 1989, na cztery miesiące przed śmiercią, uzyskał tytuł profesora nadzwyczajnego.
W pracy naukowej zajmował się przede wszystkim prawem wykroczeń. Tej dziedzinie prawa poświęcił pracę habilitacyjną oraz szereg artykułów. Jest też współautorem rozdziału Prawo o wykroczeniach w pracy zbiorowej Stan i zadania nauk penalnych w Polsce (1983). Zajmował się też zagadnieniami związanymi z postępowaniem odwoławczym (m.in. rozdział w pracy zbiorowej Postępowanie karne w zarysie z 1971) oraz problematyką postępowania dowodowego, której poświęcił wiele artykułów oraz monografię Fałszowanie dokumentów zamieszczoną w publikacji System prawa karnego (1989). Interesował się również ochroną bezpieczeństwa w komunikacji.
Przez pewien czas był prodziekanem Wydziału Prawa i Administracji Uniwersytetu Łódzkiego. Odznaczony Krzyżem Kawalerskim Orderu Odrodzenia Polski, Medalem Komisji Edukacji Narodowej, Złotą Odznaką ZNP i Honorową Odznaką Ruchu Kół Naukowych.